# Hôpital Jamot de Yaoundé
L'Hôpital Jamot de Yaoundé, est un hôpital spécialisé dans les maladies respiratoires et psychiques à Yaoundé, au Cameroun.

## Histoire
L'hôpital est créé le 16 janvier 1989. Il s'appelle alors le dispensaire Jamot.  
C'est un établissement hospitalier de deuxième catégorie située au quartier Mballa 2 près de la CRTV à Yaoundé au Cameroun.  
L'établissement sanitaire devient au fil des années une référence au Cameroun et en Afrique centrale pour ce qui est de la prise en charge des maladies respiratoires et de la santé mentale.  
L'hôpital offre des prises en charges ambulatoires et hospitalières.  
L'hôpital doit son nom au Docteur Eugène Jamot (médecin militaire français, 14 novembre 1879 - 24 avril 1937), médecin traitant la maladie du sommeil qui a porté le projet de création de cet hôpital. En outre, un monument lui est dédié au carrefour éducation à Yaoundé. Un autre établissement sanitaire, l'hôpital Jamot d'Ayos porte aussi le nom du même médecin,,.

## Services  de l'hôpital
Les deux grands départements psychiatrie et maladies respiratoires regroupent les services de l'hôpital. Les prises en charges de cas de tuberculose s'étalent sur plusieurs (en général 6 à 9) mois.

### Plateau technique et équipements
À côté de cela, l'hôpital offre des prestations de radiologie et l'imagerie médicale, de laboratoire d'analyses, de soins infirmiers, la pharmacie, de bloc opératoire pour des partenaires et patients extérieurs.

### Personnel
L'administration de l'hôpital est gérée par les soins d'un secrétariat général.
Directeurs de l'établissement (tous médecins):
- Kesseng Maben G. (janvier 1989 - août 1993)
- Dongo Ebana T. R. (septembre 1993 - avril 2003)
- Ayissi Christophe (mai 2003 - septembre 2009)
- Zoa Nanga Yves Mathieu (septembre 2009 - janvier 2015)
- Ze Jean-Jacques (8 janvier 2015 - 3 aout 2016)
- Mendimi Nkodo Joseph Marie (3 aout 2016 - aujourd'hui)[8]

### Services
L'hôpital Jamot comporte plusieurs services
- Accueil et consultations externes (fiches de renseignements d'admissions)
- Caisse (paiement des billets de sessions)
- Salles des infirmières (dispatching et orientations)
- Urgences ouvertes 24/24
- Services A & B dans les deux grands départements psychiatrie et maladies respiratoires

### Équipement
L'hôpital possède plusieurs bâtiments construits sur plusieurs hectares (environ 6 ha [réf. nécessaire]) à Yaoundé à côté de la télévision nationale CRTV. En 2022, il est dans un état de grand délabrement. 